# گوستاو وان گرونبائوم
گوستاو وان گرونبائوم (به انگلیسی: Gustave E. von Grunebaum)؛ تولد ۱ سپتامبر ۱۹۰۹ وین اتریش، درگذشت ۲۷ فوریه ۱۹۷۲ لس آنجلس آمریکا) تاریخ‌دان و عربی‌دان اتریشی است.

## زندگی‌نامه
گرونبائوم در وین متولد شد و در سال ۱۹۳۱، در شرق‌شناسی دانشگاه وین، با پایان‌نامه‌ای دربارهٔ شعر کلاسیک عرب، مدرک دکترای خود را دریافت کرد. وقتی آلمان نازی، اتریش را در آنشلوس سال ۱۹۳۸ گرفت، وی به ایالات متحده رفت و در آنجا توسط آرتور اوپام پاپ، مرجع برجسته هنر و آثار باستانی ایرانی که در این مؤسسه به دانشمندان آواره آلمان در دهه‌های ۱۹۳۰ و ۱۹۴۰ در ایالات متحده کمک می‌کرد، کار پیدا کرد. در سال ۱۹۴۳، وی به دانشگاه شیکاگو نقل مکان کرد و در سال ۱۹۴۹ پروفسور زبان عربی شد. در سال ۱۹۵۷، گرونبائوم به عنوان استاد تاریخ خاور نزدیک و مدیر بخش جدیدی به نام مرکز خاور نزدیک در UCLA منصوب شد. وی در پی درگیری‌اش با سرطان در سن ۶۲ سالگی در لس آنجلس درگذشت. بعدها مرکز خاور نزدیک به احترام او به «گرونبائوم» تغییر نام داد.
گرونبائوم با ژیزل استوئرمن ازدواج کرده بود.